# Ибрагимов, Канта Хамзатович
Ка́нта Хамза́тович Ибраги́мов (род. 9 июля 1960, Грозный, Чечено-Ингушская АССР) — российский чеченский писатель и общественный деятель, Народный писатель Чеченской Республики. Лауреат Государственной премии Российской Федерации в области литературы и искусства, председатель Союза писателей Чеченской Республики (2009—2021), доктор экономических наук, профессор.

## Биография
Родился в семье Хамзата Исмаиловича Ибрагимова — учёного, доктора химических наук. С 1982 года, окончив экономический факультет Чечено-Ингушского государственного университета, работал экономистом в совхозе «Джалка» Шалинского района. В 1987 году поступил в аспирантуру Московской сельскохозяйственной академии им. К. А. Тимирязева. В 1990 году защитил кандидатскую диссертацию и был назначен заместителем директора Чечено-Ингушского научно-производственного объединения «Севкавнефтегаз» (г. Грозный). В 1991 году работал специалистом первой категории Совета Министров Чечено-Ингушской Республики, с 1992 по 1994 годы — заместителем директора научно-исследовательского экологического центра «Алам» (г. Грозный).
После начала Первой чеченской войны уехал в Москву. В 1995 году поступил в докторантуру Московской сельскохозяйственной академии имени К. А. Тимирязева. В 1996 году досрочно защитил докторскую диссертацию на тему «Организационно-экономические проблемы развития и повышения эффективности плодоводства в рыночных условиях». В 1999 году был назначен заместителем руководителя Департамента Министерства по налогам и сборам Российской Федерации (Москва). С 2004 года — академик Академии наук Чеченской Республики.

## Творчество
Начал писать художественную литературу только в 38 лет: первое художественное произведение — книга «Прошедшие войны» — было издано в 1999 году.
С 2002 года — член Союза писателей Чеченской Республики и Союза писателей Российской Федерации. В 2009—2021 годах возглавлял Союз писателей Чеченской Республики. В ноябре 2021 года председателем были избран Аламахад Ельсаев.
В 2010 году номинирован Нобелевским комитетом при Шведской Академии наук на соискание Нобелевской премии по литературе за роман «Детский мир», впервые изданный в 2005 году.
В 2012 году повторно номинирован на соискание Нобелевской премии по литературе — за роман «Аврора».

## Участие в общественных объединениях
- Академик Академии наук Чеченской Республики;
- член Союза писателей России;
- председатель Союза писателей Чеченской Республики (2009—2021).

## Награды
- Государственная премия Российской Федерации в области литературы и искусства (2003) — за книгу «Прошедшие войны»[5].
- Международная литературная премия «Белые журавли России» 2013 года за роман «Детский мир»[источник не указан 2501 день].
- Всероссийская премия «За верность слову и Отечеству» имени Антона Дельвига, 2013 — за книгу «Академик Пётр Захаров».
- Литературная премия имени Расула Гамзатова 2013 года за книгу «Учитель истории»[источник не указан 2501 день].
- Диплом I степени VII международного конкурса научных работ по кавказоведению и южно-российскому регионоведению имени Юрия Андреевича Жданова 2013 года за труд «Академик Пётр Захаров»[источник не указан 2501 день].
- Диплом финалиста национального конкурса «Книга года» 2015 года за роман «Стигал» (чечен. «Небо»)[источник не указан 2501 день].
- Диплом Международной Лермонтовской премии в области литературы, музыкального и изобразительного искусства 2015 года за роман «Стигал»[источник не указан 2501 день].
- Орден Кадырова (2015).
- Благодарность Председателя Государственной Думы Федерального Собрания Российской Федерации С. Е. Нарышкина за активное участие в мероприятиях Года литературы (Распоряжение Председателя Государственной Думы от 25 января 2016 года, № 12лс).
- Международная премия имени В. С. Пикуля (2018) — за научный историко-искусствоведческий труд «Академик Пётр Захаров»[6].
- Международная премия имени Фазиля Искандера 2018 года за роман «Стигал»[источник не указан 2501 день].
- Орден Дружбы (16 апреля 2019 года) — за большой вклад в развитие отечественной литературы и издательского дела, многолетнюю плодотворную работу[7].
- Международная литературная премия имени Абу Насыра Фараби за произведение «Аврора»[источник не указан 1321 день].

## Семья
Два брата и три сестры.
- Сестра Паскачёва Байза Хамзатовна — кандидат химических наук.
- Брат Ибрагимов, Кюри Хамзатович — доктор сельскохозяйственных наук (1995 год), автор 70 научных работ, в том числе 3 монографий, академик Академии наук Чеченской республики, академик Российской экологической академии[8].

### Научные труды
- Ибрагимов К. Х. Интенсификация плодоводства в предгорьях Северного Кавказа. — М.: Изд-во МСХА, 1996. — 311 с. — 500 экз. — ISBN 5-7230-0308-9.
- Ибрагимов К. Х. Организационно-экономические проблемы развития и повышения эффективности плодоводства в рыночных условиях : Автореф. дис. ... д-ра экон. наук. — М., 1996. — 45 с.
- Ибрагимов К. Х. Организационно-экономические проблемы развития и повышения эффективности плодоводства Северного Кавказа : [В 2 ч.]. — М.: Изд-во МСХА, 1996. — 159 с. — 500 экз. — ISBN 5-7230-0332-1.
- Ибрагимов К. Х. Организация и повышение эффективности производства и переработки плодов : Автореф. дис. ... канд. экон. наук. — М., 1990. — 22 с.
- Ибрагимов К. Х. Эффективность сельскохозяйственного производства в условиях перехода к регулируемому рынку : (Регион. аспект). — М.: Изд-во МСХА, 1994. — 189 с. — 300 экз. — ISBN 5-7230-0269-4.